# Azerbajdzjan i Eurovision Song Contest 2008
Azerbajdzjan festival för en plats i Eurovision Song Contest 2008 hölls i form av en nationell uttagning den 2 februari 2008. I den nationella finalen deltog 6 låtar och 3 artister. Varje artist sjöng 2 låtar var.

## Nationella finalen
Den nationella uttagningen i februari 2008 resulterade i att Elnur Hüseynov stod som vinnare. Han hade under tävlingen framfört två låtar, den ena i duett med Samir Javadzadeh. Efter tävlingen ville TV-boladet skicka bara Hüseynov med en annan låt till tävlingen i Belgrad, men efter övervägningar beslutades att skicka de båda artisterna med deras gemensamma tävlingsbidrag "Day After Day".
| Nr | Artist                              | Sång                       |
| -- | ----------------------------------- | -------------------------- |
| 1  |                                     | "Lalala song"              |
| 2  | Unformal                            | "Little Muse"              |
| 3  | Elnur Hüseynov                      | "If You Never Back"        |
| 4  | Elnur Hüseynov och Samir Javadzadeh | "Day After Day"            |
| 5  | Ajnur Isgandarli                    | "Swear That You Will Stay" |
| 6  | Ajnur Isgandarli                    | "Rhythm of Fire"           |

## Eurovision 2008
Azerbajdzjan debuterade i Eurovision Song Contest den 20 maj 2008, då de deltog i den första semifinalen i Belgrad och gick till final. I finalen fick man startnummer 20. I finalen slutade Azerbajdzjan på en 8:e plats med 132 poäng.

### Poäng till Azerbajdzjan

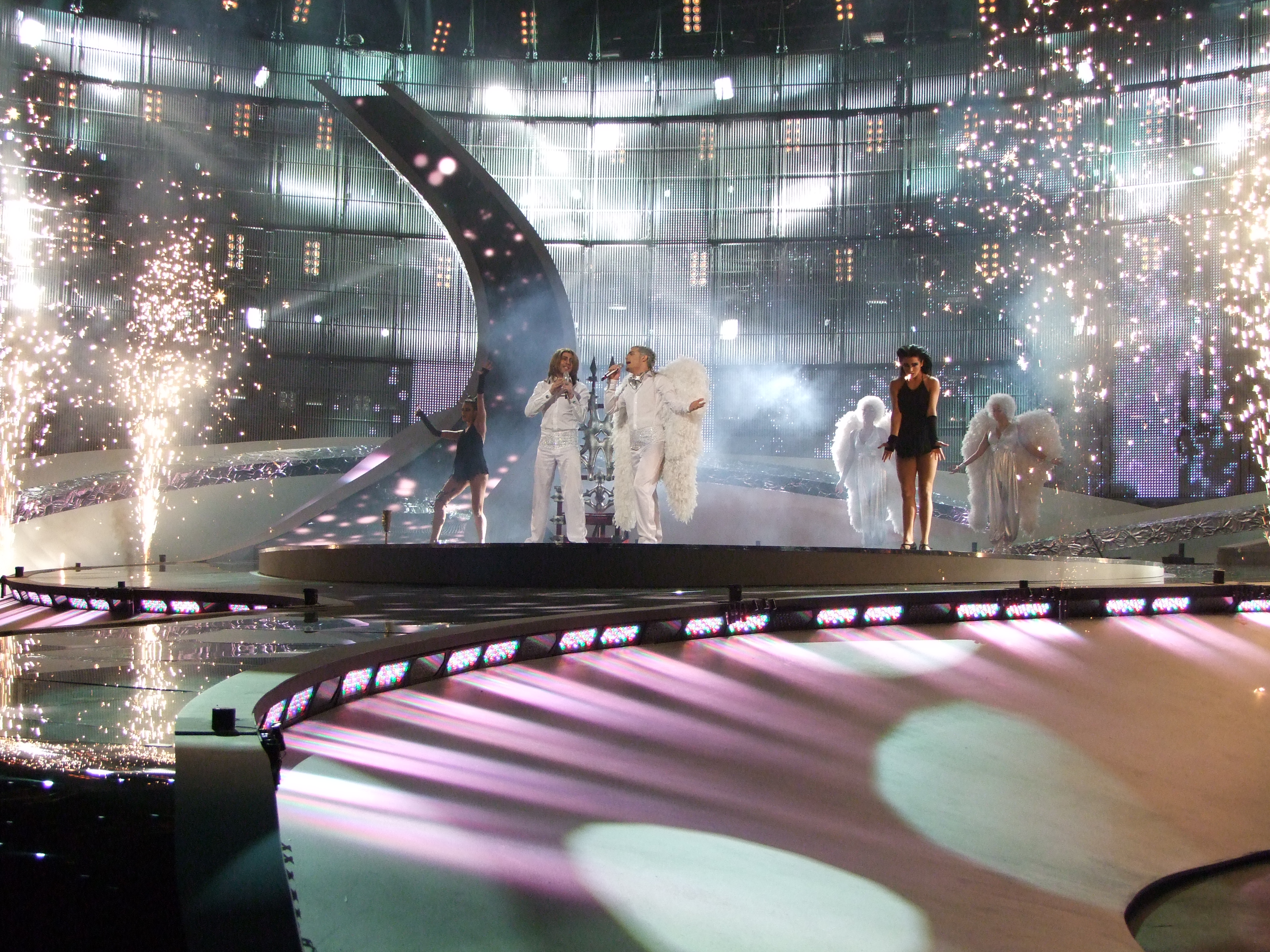
Azerbajdzjan uppträder i den första semifinalen.

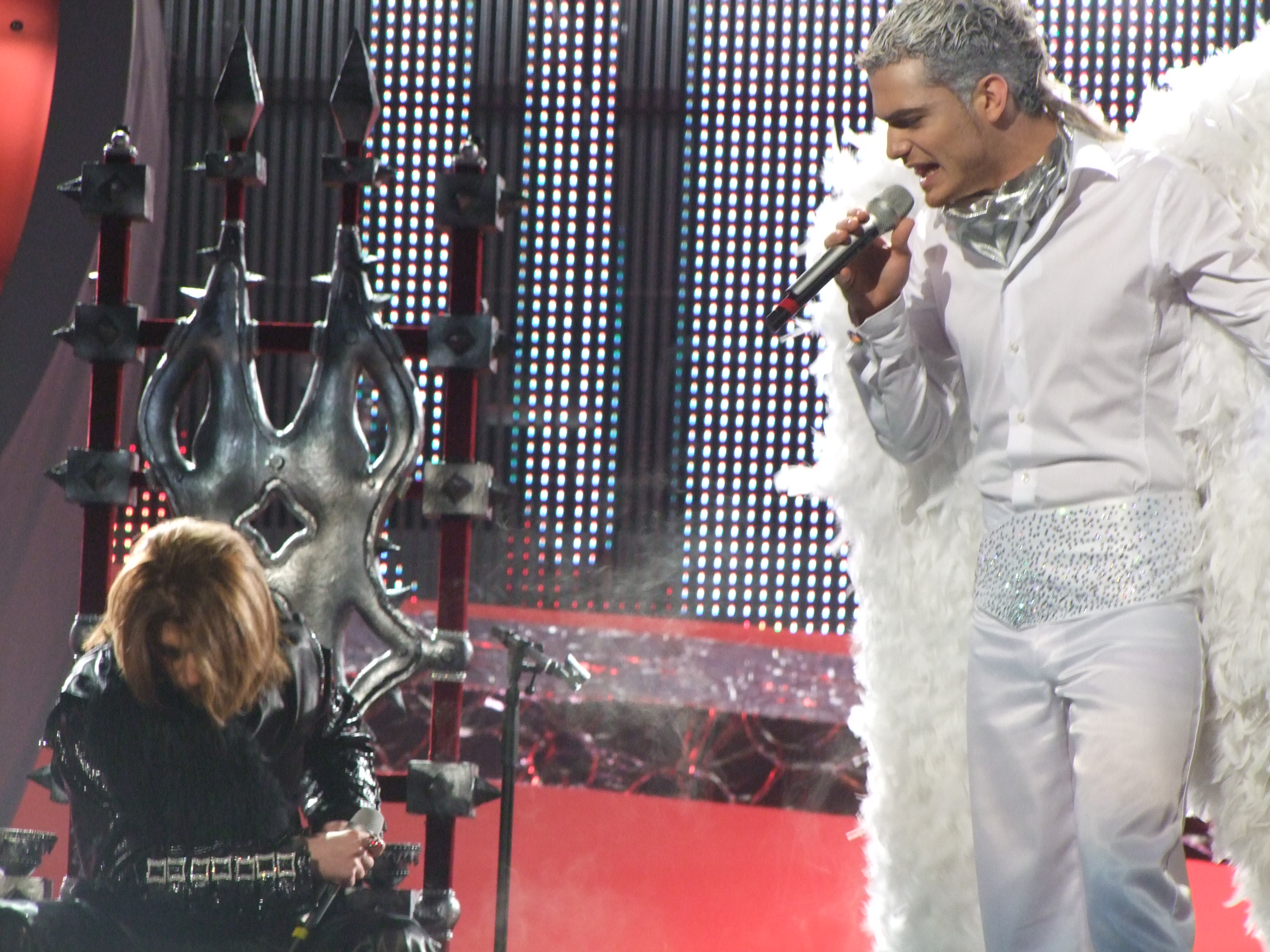
Azerbajdzjan uppträder i den första semifinalen.

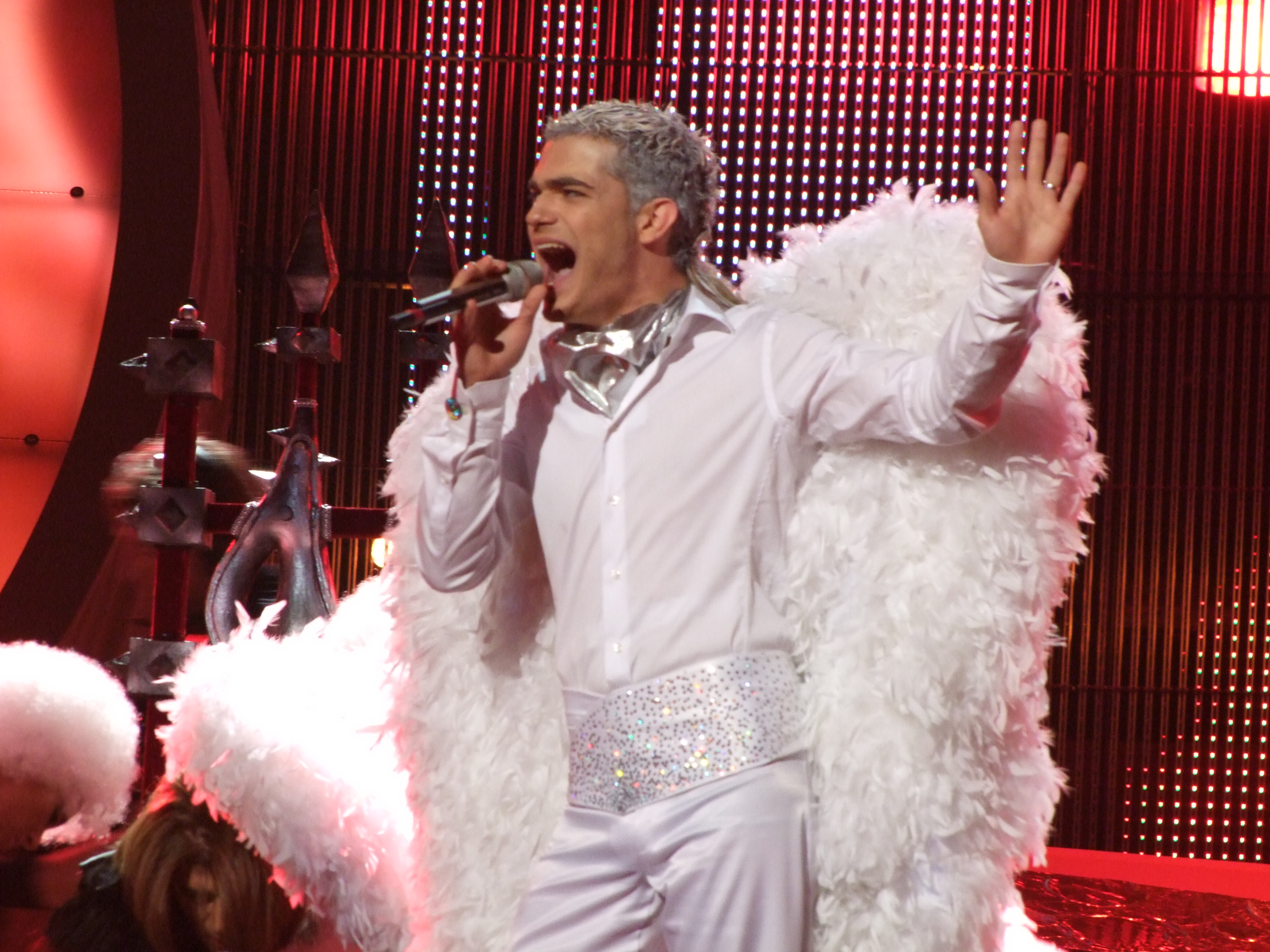
Elnur Hüseynov i Belgrad under ESC 2008.

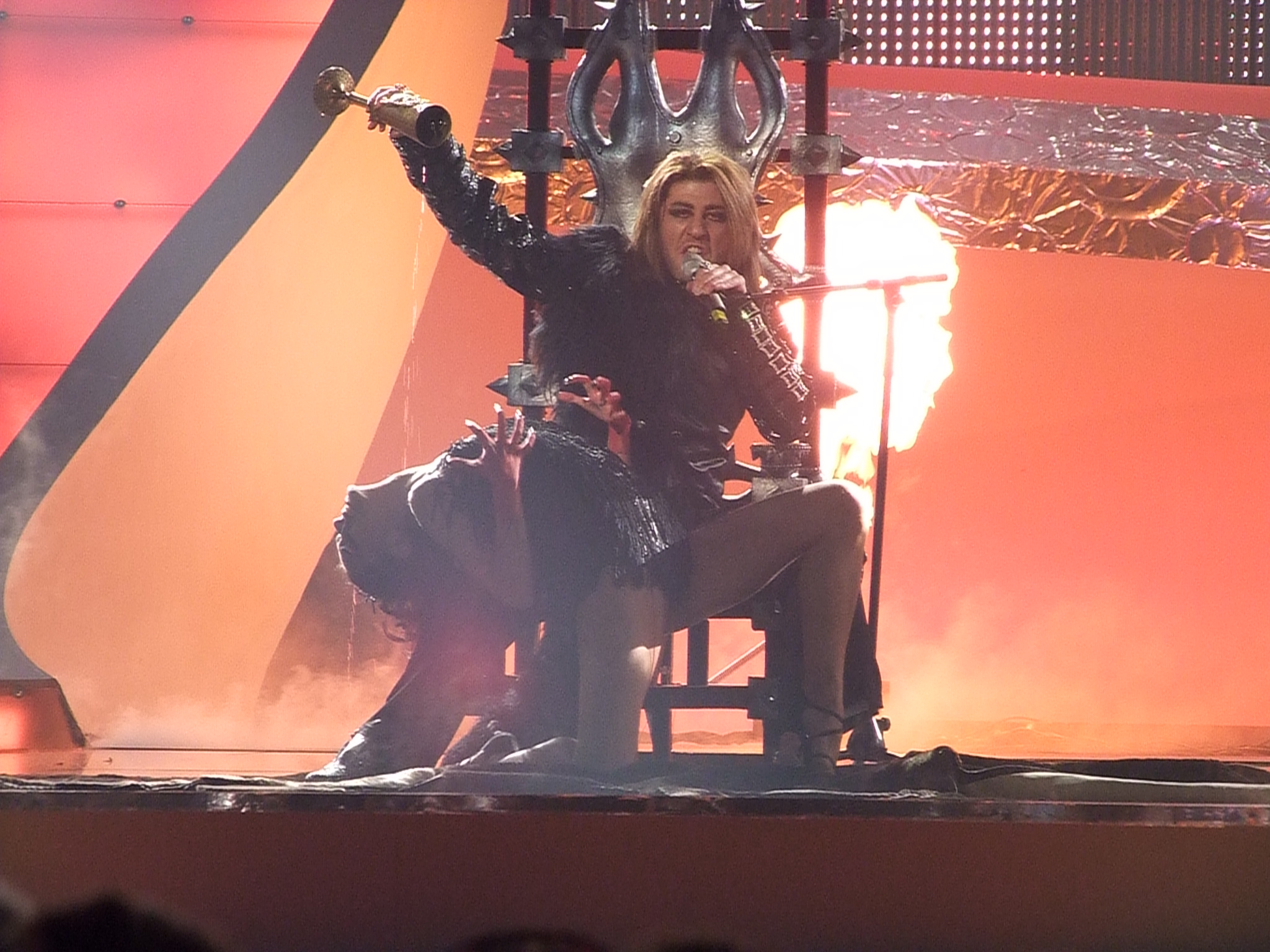
Samir Javadzadeh i Belgrad under ESC 2008.

#### I semifinalen
1 poäng:

2 poäng:

- Armenien

3 poäng:

- Bosnien
- Montenegro

4 poäng:

- Estland
- Nederländerna

5 poäng:

- Belgien
- Finland
- Irland
- Israel

6 poäng:

7 poäng:

- Rumänien
- Grekland

8 poäng:

- Andorra
- Tyskland

10 poäng:

- Moldavien
- Polen
- Ryssland

12 poäng:

#### I finalen
1 poäng:

- Slovenien
- Tyskland

2 poäng:

- Nederländerna
- Rumänien

3 poäng:

- Bulgarien
- Grekland
- Israel

4 poäng:

- Lettland

5 poäng:

6 poäng:

7 poäng:

- Andorra
- Belgien
- Georgien
- Litauen
- Polen

8 poäng:

- Moldavien
- Vitryssland

10 poäng:

- Ryssland
- Tjeckien
- Ukraina

12 poäng:

- Turkiet
- Ungern

### Poäng från Azerbajdzjan

#### I semifinalen
- 1 poäng: Slovenien
- 2 poäng: Nederländerna
- 3 poäng: Polen
- 4 poäng: Bosnien och Hercegovina
- 5 poäng: Moldavien
- 6 poäng: Rumänien
- 7 poäng: Norge
- 8 poäng: Ryssland
- 10 poäng: Israel
- 12 poäng: Grekland

#### I finalen
- 1 poäng: Albanien
- 2 poäng: Serbien
- 3 poäng: Bosnien och Hercegovina
- 4 poäng: Georgien
- 5 poäng: Norge
- 6 poäng: Grekland
- 7 poäng: Israel
- 8 poäng: Ryssland
- 10 poäng: Ukraina
- 12 poäng: Turkiet